# Coenosia alticola
Coenosia alticola är en tvåvingeart som beskrevs av Malloch 1919. Coenosia alticola ingår i släktet Coenosia och familjen husflugor. Inga underarter finns listade i Catalogue of Life.